# Fargues-Saint-Hilaire
 Fargues-Saint-Hilaire  es una población y comuna francesa, situada en la región de Aquitania, departamento de Gironda, en el distrito de Burdeos y cantón de Créon.

## Demografía
| 855 | 1104 | 1212 | 1583 | 2032 | 2249 |
| Para los censos de 1962 a 1999 la población legal corresponde a la población sin duplicidades (Fuente: INSEE [Consultar]) |      |      |      |      |      |